# Album al numero uno della classifica FIMI nel 2025
La presente lista elenca gli album che hanno raggiunto la prima posizione nella classifica settimanale italiana Album, stilata durante il 2025 dalla Federazione Industria Musicale Italiana, in collaborazione con la GfK Retail and Technology Italia.

## Classifica
| Settimana | Settimana   | Settimana   | Album                                                  | Artista                         | Settimane consecutive | Settimane totali | Note   |
| n°        | Inizio      | Fine        | Album                                                  | Artista                         | Settimane consecutive | Settimane totali | Note   |
| --------- | ----------- | ----------- | ------------------------------------------------------ | ------------------------------- | --------------------- | ---------------- | ------ |
| 1         | 27 dicembre | 2 gennaio   | È finita la pace                                       | Marracash                       | 4                     | 5                | [ 1 ]  |
| 2         | 3 gennaio   | 9 gennaio   | È finita la pace                                       | Marracash                       | 4                     | 5                | [ 2 ]  |
| 3         | 10 gennaio  | 16 gennaio  | Tropico del Capricorno                                 | Guè                             | 1                     | 1                | [ 3 ]  |
| 4         | 17 gennaio  | 23 gennaio  | Mafia Slime 2                                          | Papa V, Nerissima Serpe e Fritu | 1                     | 1                | [ 4 ]  |
| 5         | 24 gennaio  | 30 gennaio  | È finita la pace                                       | Marracash                       | 1                     | 5                | [ 5 ]  |
| 6         | 31 gennaio  | 6 febbraio  | Il corpo umano vol. 1                                  | Jovanotti                       | 1                     | 1                | [ 6 ]  |
| 7         | 7 febbraio  | 13 febbraio | Debí tirar más fotos                                   | Bad Bunny                       | 1                     | 1                | [ 7 ]  |
| 8         | 14 febbraio | 20 febbraio | Tutta vita                                             | Olly                            | 3                     | 8                | [ 8 ]  |
| 9         | 21 febbraio | 27 febbraio | Tutta vita                                             | Olly                            | 3                     | 8                | [ 9 ]  |
| 10        | 28 febbraio | 6 marzo     | Tutta vita                                             | Olly                            | 3                     | 8                | [ 10 ] |
| 11        | 7 marzo     | 13 marzo    | Mayhem                                                 | Lady Gaga                       | 1                     | 1                | [ 11 ] |
| 12        | 14 marzo    | 20 marzo    | Radio Vega                                             | Rose Villain                    | 1                     | 1                | [ 12 ] |
| 13        | 21 marzo    | 27 marzo    | Tutta vita                                             | Olly                            | 1                     | 8                | [ 13 ] |
| 14        | 28 marzo    | 3 aprile    | La bellavita                                           | Artie 5ive                      | 1                     | 1                | [ 14 ] |
| 15        | 4 aprile    | 10 aprile   | Volevo essere un duro                                  | Lucio Corsi                     | 1                     | 1                | [ 15 ] |
| 16        | 11 aprile   | 17 aprile   | Santana Money Gang                                     | Sfera Ebbasta e Shiva           | 1                     | 3                | [ 16 ] |
| 17        | 18 aprile   | 24 aprile   | Comuni mortali                                         | Achille Lauro                   | 1                     | 1                | [ 17 ] |
| 18        | 25 aprile   | 1º maggio   | Santana Money Gang                                     | Sfera Ebbasta e Shiva           | 1                     | 3                | [ 18 ] |
| 19        | 2 maggio    | 8 maggio    | Pink Floyd at Pompeii – MCMLXXII                       | Pink Floyd                      | 1                     | 1                | [ 19 ] |
| 20        | 9 maggio    | 15 maggio   | Ranch                                                  | Salmo                           | 1                     | 1                | [ 20 ] |
| 21        | 16 maggio   | 22 maggio   | Santana Money Gang                                     | Sfera Ebbasta e Shiva           | 1                     | 3                | [ 21 ] |
| 22        | 23 maggio   | 29 maggio   | Ultimo Live Stadi 2024 (Live)                          | Ultimo                          | 1                     | 2                | [ 22 ] |
| 23        | 30 maggio   | 5 giugno    | Non so chi ha creato il mondo ma so che era innamorato | Alfa                            | 1                     | 1                | [ 23 ] |
| 24        | 6 giugno    | 12 giugno   | Mediterraneo                                           | Bresh                           | 1                     | 1                | [ 24 ] |
| 25        | 13 giugno   | 19 giugno   | Io non sarei                                           | Alessandra Amoroso              | 1                     | 1                | [ 25 ] |
| 26        | 20 giugno   | 26 giugno   | Mentre Los Angeles brucia                              | Fabri Fibra                     | 1                     | 1                | [ 26 ] |
| 27        | 27 giugno   | 3 luglio    | Uforia                                                 | Tony Boy                        | 2                     | 2                | [ 27 ] |
| 28        | 4 luglio    | 10 luglio   | Uforia                                                 | Tony Boy                        | 2                     | 2                | [ 28 ] |
| 29        | 11 luglio   | 17 luglio   | Rapper                                                 | Niky Savage                     | 1                     | 1                | [ 29 ] |
| 30        | 18 luglio   | 24 luglio   | Ultimo Live Stadi 2024 (Live)                          | Ultimo                          | 1                     | 2                | [ 30 ] |
| 31        | 25 luglio   | 31 luglio   | No Regular Music 2                                     | Sadturs e Kiid                  | 1                     | 1                | [ 31 ] |
| 32        | 1º agosto   | 7 agosto    | Tutta vita                                             | Olly                            | 2                     | 8                | [ 32 ] |
| 33        | 8 agosto    | 14 agosto   | Tutta vita                                             | Olly                            | 2                     | 8                | [ 33 ] |

Note
1. 1 2 3 4 5  Ha raggiunto il numero uno anche nel 2024.